# Vuelta a Andalucía 1976
La 23ª edición de la Vuelta a Andalucía se disputó entre el 14 y el 21 de febrero de 1976 con un recorrido de 870,00 km dividido en un prólogo y 7 etapas, 3 de ellas dobles, con inicio en Cueva de Nerja y final en Málaga. 
El vencedor, el  holandés Gerrie Knetemann, cubrió la prueba a una velocidad media de 37,791 km/h. La clasificación de la regularidad fue para el también holandés Gerben Karstens, mientras que en la clasificación de la montaña se impuso el  español Andrés Oliva y en la de metas volantes el  belga Daniel Verplancke.

## Etapas
| Etapa   | Fecha         | Recorrido                        | Km         | Ganador de la etapa     |
| Prólogo | 14 de febrero | Cueva de Nerja - Cueva de Nerja  | 5,0        | Gerben Karstens         |
| 1ª (a)  | 15 de febrero | Málaga - Málaga                  | 24,0       | Gerrie Knetemann        |
| 1ª (b)  | 15 de febrero | Málaga - Fuengirola              | 44,0       | Gerben Karstens         |
| 2ª (a)  | 16 de febrero | Málaga - Antequera               | 116,0      | Gerben Karstens         |
| 2ª (b)  | 16 de febrero | Antequera - Montilla             | 89,0       | Gerben Karstens         |
| 3ª      | 17 de febrero | Montilla - Córdoba               | 120,0      | Dirk Ongenae            |
| 4ª      | 18 de febrero | Córdoba - Sevilla                | 154,0      | Jesús Manzaneque        |
| 5ª      | 19 de febrero | Puerto de Santa María - La Línea | 156,0      | Juan Manuel Santisteban |
| 6ª      | 20 de febrero | Ceuta - Ceuta                    | 96,0       | Dirk Ongenae            |
| 7ª (a)  | 21 de febrero | Estepona - Marbella              | 26,0 (CRI) | Gerrie Knetemann        |
| 7ª (b)  | 21 de febrero | Marbella - Málaga                | 62,0       | Dirk Ongenae            |